# Jan Sobol (piłkarz)
Jan Sobol (ur. 21 czerwca 1953) – polski piłkarz, pomocnik.
Był pierwszoligowym piłkarzem Górnika Wałbrzych i ŁKS Łódź. W reprezentacji Polski debiutował w rozegranym 12 listopada 1977 spotkaniu ze Szwecją, drugi i ostatni raz zagrał w 1979 roku.